# Protaetia khorasanica
Protaetia khorasanica är en skalbaggsart som beskrevs av Olivier Montreuil och Legrand 2008. Protaetia khorasanica ingår i släktet Protaetia och familjen Cetoniidae. Inga underarter finns listade i Catalogue of Life.